# Augmented Backus-Naur Form
ABNF (Augmented Backus-Naur form) est une extension du métalangage BNF, adaptée aux besoins de la normalisation sur Internet. ABNF est le langage standard à l'IETF pour décrire un langage dans les RFC.
Il est très proche de l'EBNF mais s'en distingue par :
- Le caractère / (au lieu de |) pour indiquer le choix
- Le caractère = (au lieu de :=) pour la définition d'une production
- Et un certain nombre de détails qui reflètent son utilisation pour les protocoles réseau plutôt que pour les langages de programmation (par exemple, par défaut, toutes les productions sont insensibles à la casse)

Par exemple, voici le format d'une date dans le RFC 2822 :
```
date            =       day month year
year            =       4*DIGIT / obs-year
month           =       (FWS month-name FWS) / obs-month
month-name      =       "Jan" / "Feb" / "Mar" / "Apr" /
                       "May" / "Jun" / "Jul" / "Aug" /
                       "Sep" / "Oct" / "Nov" / "Dec"
day             =       ([FWS] 1*2DIGIT) / obs-day
```